# Sinh vật cơ khí hóa

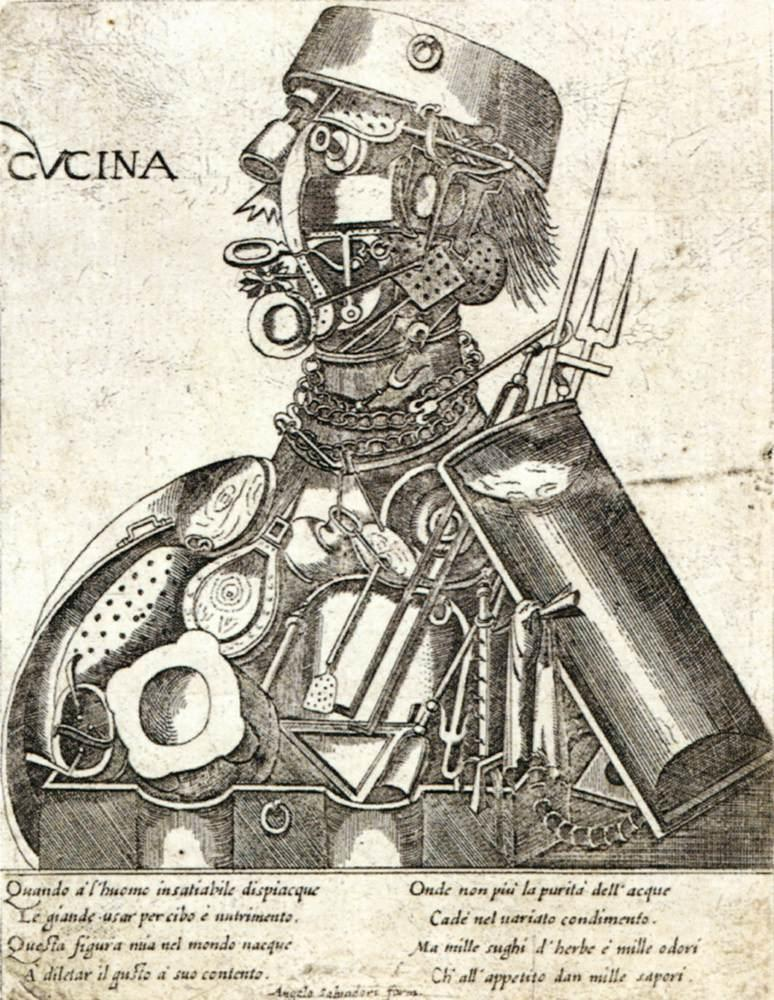
Sinh vật cơ khí hóa

Sinh vật cơ khí hóa, sinh vật cơ khí, sinh vật sinh hóa, sinh vật điều khiển học hay sinh học bán cơ khí (tiếng Anh: Cyborg), là một tồn tại với cả hai phần sinh học và nhân tạo (ví như điện tử, cơ khí, hay robot). Thuật ngữ cyborg được sử dụng đầu tiên bởi Manfred Clynes và Nathan Kline trong một bài viết về những ưu điểm của hệ người-máy có khả năng tự điều chỉnh trong môi trường không gian. Hiện nay cụm từ Sinh vật cơ khí hóa thường được dùng để nói về việc cường hóa cơ năng của sinh vật bằng giải pháp công nghệ.
Trong văn học và phim ảnh, các sinh vật cơ khí hóa được mô tả cùng với những câu hỏi về sự khác biệt giữa người và máy, qua đó đặt ra các vấn đề liên quan tới đạo đức, tự do, sự đồng cảm. Sinh vật cơ khí hóa có thể có vẻ ngoài như một cỗ máy (như những người cơ khí trong Doctor Who, The Borg trong Du hành giữa các vì sao; hay không thể phân biệt với người thường (những kẻ hủy diệt trong loạt phim cùng tên, các Cylon trong phim truyền hình re-imagining of Battlestar Galactica). Loạt phim truyền hình ăn khách Người đàn ông sáu triệu đô ở Mỹ năm 1970 là một trong những người sinh hóa giả tưởng nổi tiếng nhất. Những người sinh hóa trong tác phẩm giả tưởng thường gặp phải sự khinh thường từ con người do sự phụ thuộc vào công nghệ, được sử dụng nhiều trong chiến tranh, và thường bị xâm phạm quyền tự do. Cyborg cũng thường được mô tả là có các khả năng thể chất và tinh thần vượt trội so với con người (trong các ứng dụng quân sự, sinh vật cơ khí hóa có thể được cấy ghép vũ khí vào cơ thể).
Trong thực tế, các nghiên cứu và ứng dụng sinh vật cơ khí hóa chủ yếu tập trung vào việc sử dụng công nghệ điều khiển học để sửa chữa hoặc khắc phục những hạn chế về thể chất và tinh thần trên cơ thể sinh vật.

## Con người cơ khí hóa
Cơ giới hoá con người hay tạo nên con người từ máy móc tạo lên con người có thể sống bất tử , vượt qua mọi hạn chế mà cơ thể sinh vật không thể làm được như là không chịu đau , cảm xúc , đấy là 1 bước tiến của thời đại

## Sinh vật cơ khí hóa trong đời sống con người

### Trong y học
Y học quan tâm đến hai mục đích khác nhau của công nghệ này đó là: Thay thế nội tạng hoặc thay thế các chi bị mất. Khía cạnh quan trọng của việc cơ khi hóa một cơ thể sinh học là thay thế lại các cơ quan đã bị thoái hóa hay bị mất chức năng của cơ thể sống giúp cơ thể có thể hoạt động trở lại bình thường theo một cách nào đó. Việc thay thế bằng các bộ phận cơ khí này sẽ diễn ra nếu không có các bộ phận sinh học thay thế phù hợp.
Việc phát triển chuyên sâu công nghệ này tập trung vào việc: Tối ưu hóa đầu ra (khả năng hoạt động và xử lý thông tin càng phức tạp càng tốt), tối thiểu hóa đầu vào (năng lượng và thông tin cần để hoạt động càng đơn giản càng tốt). Thậm chí với các sinh vật sống sinh học khi được gắn các bộ phận cơ khí vào sẽ có thêm những khả năng mà trước đây chúng không có.

#### Nghiên cứu và thành tựu
Mặc dù các tay chân giả hiện nay là dùng để gắn vào các chi bị mất để có thể giúp người bị mất các chi này có thể hoạt động bình thường hơn trong xã hội nhưng hiện chúng chỉ có tác dụng thẩm mỹ và chỉ có một số tính năng nhỏ. Mục tiêu của y học là có thể chế tạo các chi cơ khí có thể hoạt động thay thế cho các chi bị mất. Mục tiêu cũng nhằm tạo ra các bộ phận nhân tạo để thay thế các bộ phận của sinh vật đã bị tổn hại hay bị mất tác dụng giúp các sinh vật có thể tồn tại và hoạt động tương đối bình thường.
Việc cấy ghép ốc tai đã được nghiên cứu và thực hiện thành công giúp cho những người bị điếc hay bị lãng tai có lại được thính lực và nó đã được thực hiện đại trà trên thế giới. Các chi cơ khí cơ học có thể cử động như các chi bình thường để giúp người bị khuyết tật có thể sinh hoạt bình thường cũng đã đang được nghiên cứu và Jesse Sullivan là người đầu tiên trên thế giới được gắn thử nghiệm chi giả cơ khí này. Năm 2004 tim nhân tạo có thể hoạt động đã được phát triển và đang thử nghiệm.
Cùng với sự phát triển của công nghệ sinh học và công nghệ nano, tương lai mới cho công nghệ nhân tạo ngày càng phát triển theo và thậm chí các sinh vật cơ khí hóa sẽ có khả năng vượt trội hơn các sinh vật sinh học bình thường. Đạo đức và tham vọng đối với các bộ phận nhân tạo này đã là đề tài cho các cuộc tranh luận với các bên ủng hộ và chống đối. Các bên ủng hộ với niềm tin vào chủ nghĩa siêu nhân loại đã giải thích với việc trợ giúp của khoa học kỹ thuật cùng các công nghệ mới sẽ giúp cho nhân loại tiến thêm các bước phát triển hơn, vượt qua tuổi già và bệnh tật cùng nhiều thứ khác, đồng thời phá vỡ giới hạn năng lực trước đây mà con người không thể đạt đến như tốc độ, sức mạnh, sức chịu đựng, và trí thông minh. Các phe chống đối thì lại chống lại những khái niệm mà họ cho là thiên vị với việc phát triển kỹ thuật công nghệ, vì các bộ phận nhân tạo này nằm trong phạm trù điều khiển học nên nó có thể bị chiếm khả năng điều khiển từ bên ngoài và người bị chiếm quyền điều khiển có thể bị bắt làm những thứ mà họ không mong muốn, ngoài ra việc gắn các bộ phận máy móc có thể làm cho người được gắn ngày càng giống máy hơn và càng có thể dần mất đi tính người thay vì phấn đấu tự cải thiện chính bản thân để đạt đến mục tiêu mình mong muốn nhưng thay vào đó là một cỗ máy chỉ biết muốn đạt hiệu quả cao qua việc nâng cấp gắn các phiên bản và tiện ích khác nhau để đạt được mục tiêu một cách nhanh nhất.
Giao diện não máy tính được thiết lập khi nối một đường truyền thông tin thẳng vào não là phần rất quan trọng của một sinh vật cơ khí hóa vì nó sẽ đảm nhận phần kết nối giữa não và các bộ phận nhân tạo. Việc nghiên cứu giao diện não máy tính đã thực hiện được việc kết nối các điện cực vào chất xám của não và hiện nghiên cứu đang tập trung vào việc phục hồi lại thị lực cho người bị mù và kích hoạt các bộ phận bên ngoài cho người bị tê liệt toàn thân vì nhiều lý do nhưng đặc biệt là những người mắc hội chứng khóa trong. Công nghệ này sẽ giúp những người bị ngồi trên xe lăn do bị mất các chi sẽ có thể điều khiển chính xe lăn của mình di chuyển thông qua việc suy nghĩ và việc suy nghĩ này sẽ truyền thông tin vào một máy tính trung gian để phân tích các lệnh và gửi các lệnh thực thi chúng đến các bộ phận được ấn định, sau này chúng có thể sẽ được dùng để điều khiển các chi cơ học được gắn vào thay cho các chi đã bị mất khi công nghệ đủ phát triển để tạo ra các chi này. Công nghệ này cũng có thể dùng cho người khỏe mạnh.
Việc cấy ghép võng mạc cũng là một phần trong công nghệ các bộ phận nhân tạo. Theo lý thuyết thì các sự kích thích võng mạc để phục hồi lại thị lực cho những người bị viêm sắc tố võng mạc và bị mất thị lực do tuổi già. Việc này được thực hiện qua việc cấy ghép một võng mạc mới và các sung kích điện sẽ thay thế cho các tế bào hạch bị mất.
Mặc dù vẫn còn đang trong giai đoạn phát triển nhưng thiết kế một camera tiếp thu ánh sáng và truyền dữ liệu vào não thay thế mắt rất có triển vọng sẽ giúp cho những người bị mù hoàn toàn và không thể cấy võng mặc có thể có lại được thị lực của mình. Hiện tại các dữ liệu có thể truyền được vào não trong thí nghiệm chỉ là 256 điểm ảnh (tức hình ảnh sẽ giống như một bức hình bé tí phóng bự lên khiến hình bị vỡ vì hình bé tí đó chỉ có 256 điểm ảnh) nhưng các nhà khoa học hy vọng có thể tăng nó lên để mọi người có thể thấy như mắt bình thường.

### Trong các vũ trụ giả tưởng quen thuộc
Cơ khí sinh vật là một phần phổ biến trong các tác phẩm khoa học viễn tưởng. Ví dụ về các cơ khí sinh vật có nguồn gốc sinh vật là các Sparta trong Halo, Robocop, Replicants, Borg, trong Chiến tranh giữa các vì sao có: Darth Vader và Tướng Grievous. Các cơ khí sinh vật có bản chất máy móc là các Cylon, Kẻ hủy diệt và Grox...